# 스트리트 파이터 (비디오 게임)

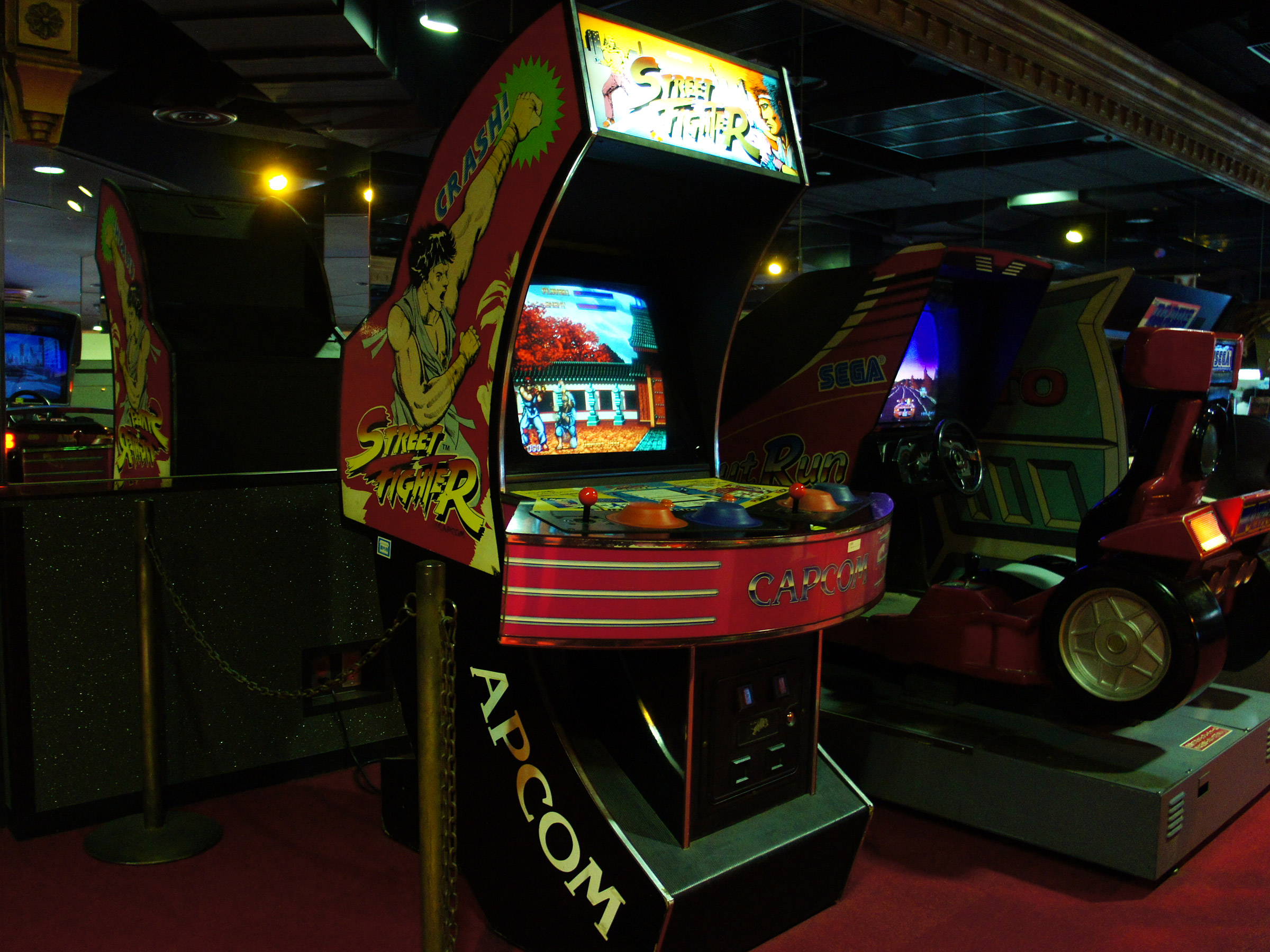

《스트리트 파이터》(Street Fighter,ストリートファイター)는 스트리트 파이터 시리즈의 최초 작품으로 1987년 캡콤에서 제작한 대전 격투 게임이다.

## 내용
1P는 무조건 류, 2P는 무조건 켄 마스터즈로 플레이하게 되어 있으며 일본, 영국, 중국, 미국 등을 돌며 한 곳에서 2명의 무술가와 대결을 벌이고 총합 8명의 무술가를 모두 이기면 마지막 태국으로 건너가서 중간 보스인 아돈을 쓰러뜨린 후 최종 보스인 사가트를 쓰러뜨리는 방식으로 구성되어 있다. 이때 류와 켄은 옷과 얼굴만 다른 완전히 똑같은 캐릭터였다.
기본적으로 1984년에 등장한바가 있는 대전액션의 시초라고 불리는 <공수도>에서 아직 벗어나지 못하였고 감압식 버튼, 캡콤쪽에서도 확실하지 않다고 언급한 바가 있는 원시적인 커맨드 입력이 이채롭다. 캐릭터의 경우 3에 등장하는 이부키와 같은 일족으로 언급되는 '게키' , 윤과 양의 친척으로 묘사되는 '리', 제로에서 다시 등장하는 '겐', '버디', '아돈', 캡콤 VS SNK2에서 등장하는 이글 등 훗날 연결되는 요소가 많다.

## 단계 설정
0회 이기고 10회 남았을 때부터 7회 이기고 3회 남았을 때까지는 일반 캐릭터가 등장한다. 8회 이기고 2회 남았을 때에는 아돈, 9회 이기고 1회 남았을 때에는 사가트가 등장한다.

## 등장 인물

### 선택
- 류 - 1P 캐릭터
- 켄 - 2P 캐릭터

### 일본
- 레츠 - 1R 캐릭터

파계승으로 류의 스승인 고우켄과 인연이 있다.
- 게키 - 2R 캐릭터

닌자이다.

### 영국
- 버디 - 1R 캐릭터

먹을 것을 심하게 밝히는 거한이다. 완력이 굉장히 강해 팔꿈치 공격으로 순식간에 KO시킬 수 있다.
- 이글 - 2R 캐릭터

사가트를 처치하기 위해 누군가가 고용한 자객으로 쌍봉의 명수이다. 훗날, 이글을 모티브로 해서 용호의 권에서 미스터 빅이라는 캐릭터를 만들게 된다.

### 중국
- 리 - 1R 캐릭터

중국의 권법가로 비대한 체격과는 대조되게 동작이 매우 빠르다.
- 겐 - 2R 캐릭터

풍림화산류의 고우켄, 고우키 형제의 라이벌이다.

### 미국
- 조(JOE) - 1R 캐릭터

미국의 킥복서로 롤링소베트의 명수이다.
- 마이크 - 2R 캐릭터

권투 선수로 스트리트 파이터 2의 권투 선수와 동일 인물이라는 의혹이 있었다.

### 태국
- 아돈-semi boss

사가트의 제자로 훗날 사가트가 류에게 패하자 그 이유 때문에 사가트를 배신한다. 훗날, 아돈을 모티브로 해서 아랑전설에서 죠 히가시와 화 자이라는 캐릭터를 만들게 된다.
- 사가트-final boss

## 평가
| 평론 점수     | 평론 점수 |
| 평론사        | 점수      |
| ------------- | --------- |
| 유어 싱클레어 | 8/10 (ZX) |
| Zzap!64       | 36% (C64) |

| 수상          | 수상       |
| 평론사        | 수상       |
| ------------- | ---------- |
| Sinclair User | SU Classic |